# Rosegger-Janker

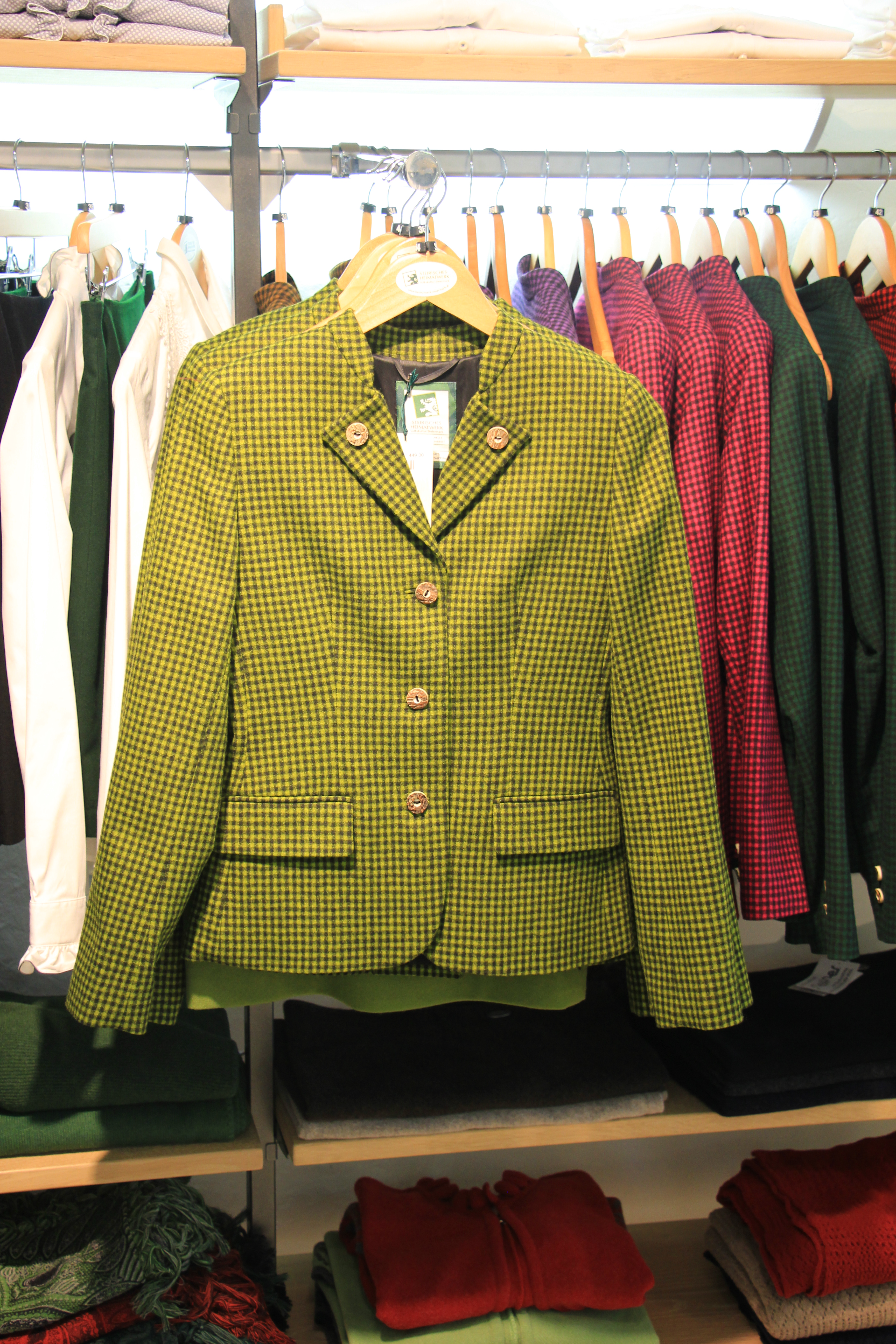
Rosegger-Janker in verschiedenen Farbvariationen im Heimatwerk

Der Rosegger-Janker ist eine Trachtenjacke aus der Steiermark, die im österreichischen Alpenraum große Verbreitung gefunden hat. Sie wird aus einem schwarz-grün karierten Lodenstoff (ähnlich dem Pepita) gefertigt.

## Geschichte und Aussehen
Der Schriftsteller Peter Rosegger wurde Mitte des 19. Jahrhunderts vor allem durch seine sozialkritischen Geschichten aus der Lebenswelt der steirischen Bergbauern im ganzen deutschen Sprachraum bekannt. Aus diesem Grund benannte der Textilfabrikant Kawann seinen schwarz-grün karierten Loden mit Einwilligung des Dichters Rosegger-Loden; aus diesem Material wird bis heute der Rosegger-Janker angefertigt. Karierte Lodenstoffe waren in der engeren ober- bzw. oststeirischen Heimat des Dichters seit Jahrhunderten überliefert. In den 1930er-Jahren erlebten diese Stoffe eine modische Renaissance: Wurden sie bis dahin vor allem für die Arbeitsjanker der Bauern und Knechte verwendet, fanden sie ab diesem Zeitpunkt im Rahmen der Trachtenerneuerung große Verbreitung auch in nicht-bäuerlichen Kreisen.
Der Rosegger-Janker ist in der Länge etwas kürzer als ein Sakko, da er vor allem zur Lederhose getragen wird, verfügt über Brustausschläge und einen Kragen aus demselben Material und wird mit drei Hirschhorn-Knöpfen geschlossen. Durch seine ursprüngliche Rolle als Arbeitskleidung ist er in der Gestaltung betont schlicht gehalten und kaum verziert, im Gegensatz zu einigen Formen des Steireranzuges.
Neben dem klassischen schwarz-grünen Loden wird er gelegentlich auch in der Farbgebung Rot-Schwarz und Grün-Braun hergestellt. In Salzburg und Oberösterreich wird ein sehr ähnlicher Janker aus Rosegger-Loden, aber mit schwarzem Stehkragen und fünf Verschlussknöpfen getragen.
Der Journalist Günther Nenning schrieb ein Essay über den Rosegger-Janker.

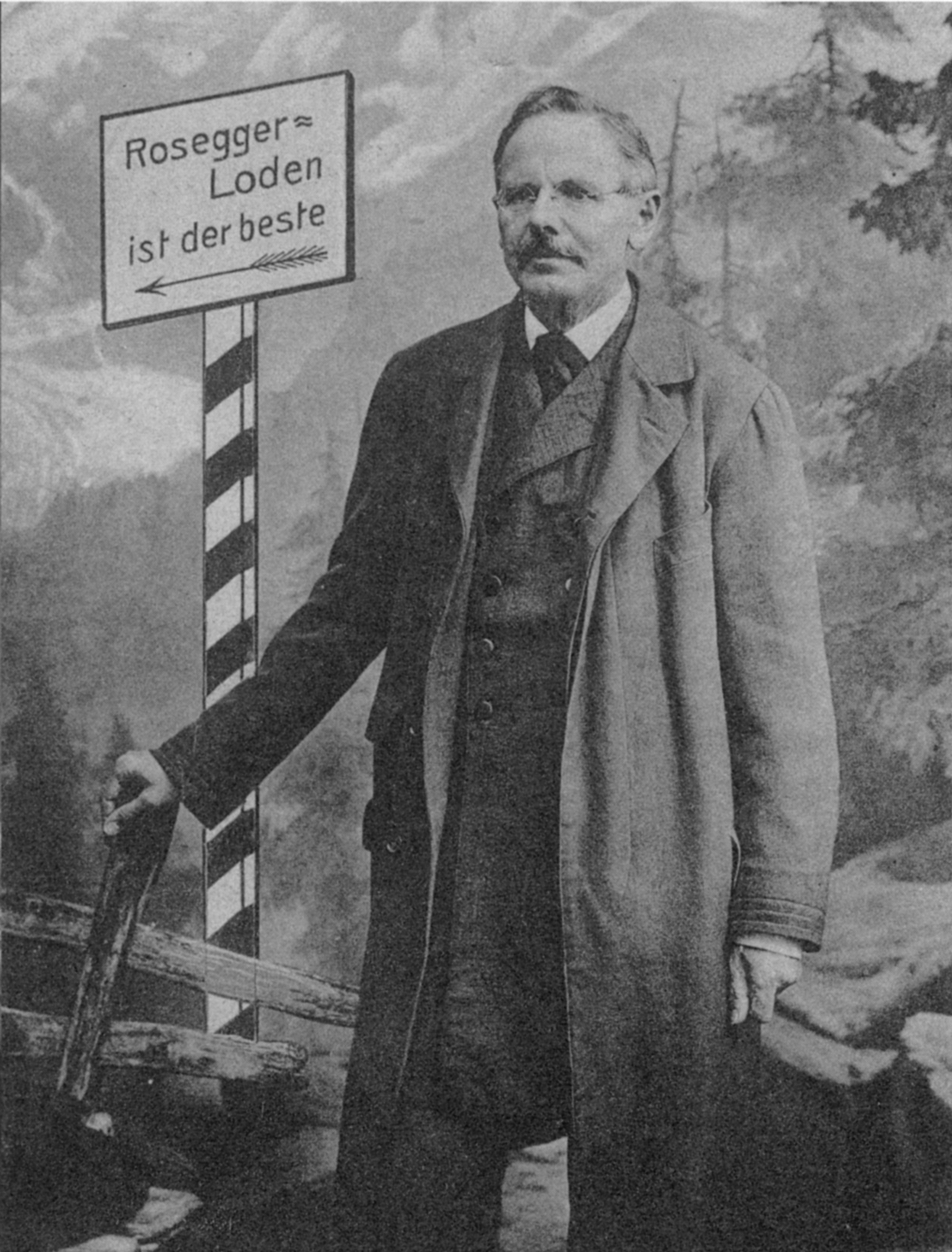
Werbefoto mit Peter Rosegger